# Сакухо

36°9′40″ пн. ш. 138°29′0″ сх. д. / 36.16111° пн. ш. 138.48333° сх. д.
Сакухо́ (яп. 佐久穂町, さくほまち, МФА: [saku̥ho mat͡ɕi̥]) — містечко в Японії, в повіті Мінамі-Саку префектури Наґано. Станом на 1 квітня 2009 площа містечка становила 188,13 км². Станом на 1 липня 2011 населення містечка становило 11 948 осіб.